# Neumooncografía
La neumooncografía consiste en una mamografía sobre una mama en la que se ha realizado la inyección de aire mediante punción percutánea en el interior de un tumor mamario sólido. En los tumores benignos sólidos del tipo del fibroadenoma el aire diseca la superficie de la lesión y muestra los ductos internos del mismo. La consiguiente visualización de un contorno nítido permite el diagnóstico de benignidad. En las lesiones malignas el aire no se distribuye fácilmente por el interior del tumor y, si lo consigue parcialmente, dibuja un contorno irregular. La técnica fue descrita por el Dr. Antonio Gómez Gómez.